# 1948 Kampala
1948 Kampala este un asteroid din centura principală, descoperit pe 3 aprilie 1935 de Cyril Jackson.